# Cadel Evans Great Ocean Road Race
La Cadel Evans Great Ocean Road Race es una carrera de un día profesional de ciclismo en ruta que se disputa en Geelong (Victoria, Australia) ininterrumpidamente desde 2015 (4 ediciones). Se disputa el último domingo de enero, una semana después de finalizar el Tour Down Under y un día después de su versión femenina. La prueba toma el nombre del ciclista australiano Cadel Evans, campeón del Tour de Francia y del Mundo, a modo de homenaje. Tiene versión femenina.
En su inicio la carrera recibió la categoría 1.1 dentro de los Circuitos Continentales UCI formando parte del UCI Oceania Tour. En 2016 pasó a la categoría 1.HC (máxima categoría de estos circuitos). Desde el año 2017 la carrera está integrada en el UCI WorldTour (máxima categoría mundial).

## Palmarés
| Año  | Ganador          | Segundo            | Tercero           |           |
| ---- | ---------------- | ------------------ | ----------------- | --------- |
| 2015 | Gianni Meersman  | Simon Clarke       | Nathan Haas       |           |
| 2016 | Peter Kennaugh   | Leigh Howard       | Niccolò Bonifazio |           |
| 2017 | Nikias Arndt     | Simon Gerrans      | Cameron Meyer     |           |
| 2018 | Jay McCarthy     | Elia Viviani       | Daryl Impey       |           |
| 2019 | Elia Viviani     | Caleb Ewan         | Daryl Impey       |           |
| 2020 | Dries Devenyns   | Pavel Sivakov      | Daryl Impey       |           |
| 2021 | cancelada        | cancelada          | cancelada         | cancelada |
| 2022 | cancelada        | cancelada          | cancelada         | cancelada |
| 2023 | Marius Mayrhofer | Hugo Page          | Simon Clarke      |           |
| 2024 | Laurence Pithie  | Natnael Tesfatsion | Georg Zimmermann  |           |
| 2025 | Mauro Schmid     | Aaron Gate         | Laurence Pithie   |           |

## Palmarés por países
| País          | Victorias |
| ------------- | --------- |
| Bélgica       | 2         |
| Alemania      | 2         |
| Australia     | 1         |
| Reino Unido   | 1         |
| Italia        | 1         |
| Nueva Zelanda | 1         |
| Suiza         | 1         |